# Raja Al Hoceima
Raja Al Hoceima is een Marokkaanse voetbalclub uit Al Hoceima. De club is opgericht in 1995. Raja Al Hoceima is de tweede club van Al Hoceima, na Chabab rif Al Hoceima. Raja Al Hoceima speelde in het seizoen 2008/09 in de derde divisie van Marokko. Daarin eindigde ze op de eerste plaats, waardoor ze promoveerde naar GNF
2. Raja Al Hoceima speelt in het Mohammad Ameziane Stadion in Al Hoceima, maar eigenlijk speelt ze in hetzelfde stadion als Chabab Rif Al Hoceima. In het eerste seizoen in de GNF 2 werd Raja Al Hoceima negende.
Raja de Beni Mellal ·
Club Jeunesse Ben Guerir ·
Rachad Bernoussi ·
Youssoufia Berrechid ·
Maghreb Fez ·
Wydad de Fès ·
JA Kasbah Tadla ·
KAC Kenitra ·
Jeunesse Massira ·
Mouloudia Oujda ·
US Musulmane d'Oujda ·
AS Salé ·
Union de Sidi Kacem ·
Wydad de Témara ·
Ittihad Zemmouri de Khémisset